# Lepturges janus
Lepturges janus är en skalbaggsart som beskrevs av Bates 1881. Lepturges janus ingår i släktet Lepturges och familjen långhorningar. Inga underarter finns listade i Catalogue of Life.